# Ocean Fish
Ocean Fish este o companie procesatoare de pește din România. Compania deține un centru de producție la Afumați, în județul Ilfov. Gama de produse a firmei cuprinde specialități din somon afumat sau marinat, diferite salate pe bază de pește și fructe de mare, precum și rulouri cu alge de mare și legume.

## Cifra de afaceri
- 2007: 7 milioane euro[1]
- 2020: 35,77 milioane euro[2]